# لوئیجی رونکالیا
لوئیجی رونکالیا (ایتالیایی: Luigi Roncaglia؛ زادهٔ ۱۰ ژوئن ۱۹۴۳) دوچرخه‌سوار اهل ایتالیا است.
وی در مسابقات کشوری و بین‌المللی در مجموع برندهٔ ۲ مدال طلا، ۳ مدال نقره، ۱ مدال برنز شده‌است.